# 古尔布
古尔布，是西班牙加泰罗尼亚巴塞罗那省的一个市镇。总面积51平方公里，总人口2570人（2013年），人口密度50人/平方公里。